# Hans Rabén
Hans Johan Rabén, född 17 maj 1905 i Stockholm, död 3 april 1988 i Nacka, var en svensk förlagschef, medgrundare av förlaget Rabén & Sjögren.
Hans Rabén var son till Henrik Anselm Rabén och dennes hustru Ingeborg, född Pettersson. Fadern var vinhandlare och Hans Rabén växte upp på Östermalm. I familjen odlades konstnärliga intressen, och hans syster Alice Lund skulle bli textilkonstnär. I avsikt att bli museiman studerade Rabén konsthistoria vid Stockholms högskola, tog fil.kand. 1929, värvades till Stockholmsutställningen 1929-1930, och fortsatte därefter studierna som ledde till en doktorsavhandling 1936 om renässansens och barockens träskulptur och snickarkonst.
Efter en kort tid vid Esselte hamnade Rabén vid Norstedts förlag och Natur och Kultur. Han var huvudredaktör för Det moderna hemmet. Med sin ungdomskamrat Carl-Olof Sjögren grundade han 1942 eget förlag, Rabén & Sjögren, vars affärsidé var "aktualitet och goda författarnamn". Utgivningen påverkades av Rabéns personliga tycke och intressen, det vill säga Oxfordrörelsen, samt friluftsliv och idrott. Studiekamraten Holger Arbman gjorde honom uppmärksam på att det saknades god litteratur för barn och ungdom. Av den orsaken anordnade förlaget en tävling 1944. En av det första årets priser gick till Astrid Lindgren för Britt-Mari lättar sitt hjärta. Året därpå vann Lindgren pristävlingen med Pippi Långstrump.
Dåliga tider för barnboksbranschen resulterade i att förlaget köptes upp av Kooperativa förbundet 1959, där det blev ett helägt dotterbolag. Rabén satt då kvar som ledare för bolaget. 1951 deltog han i att bilda International Board on Books for Young People, där han 1956 blev president.